# Paradiso + Inferno
Paradiso + Inferno (Candy) è un film del 2006 diretto da Neil Armfield, che vede protagonisti Heath Ledger e Abbie Cornish, tratto dal romanzo Candy: A Novel of Love and Addiction di Luke Davies, adattato per il cinema dall'autore stesso insieme al regista.
È stato presentato in concorso al Festival di Berlino.

## Trama
Questa è la storia in tre fasi (paradiso, terra e inferno) tra i due giovani e bellissimi ragazzi australiani Candy, aspirante pittrice, e Dan, aspirante poeta. La loro relazione si svolge in modo parallelo al loro cammino nel mondo della droga.
Nella prima fase del loro amore (il "paradiso"), i due vivono insieme in modo quasi ovattato la spensieratezza dei primi "viaggi", anche se non tardano ad arrivare i primi problemi: il bisogno di soldi, i furti, l'imminente dipendenza. Ad affiancarli in questa discesa agli inferi ci sarà tutto il tempo il loro amico Casper, una sorta di guru che spesso e volentieri li aiuta a procurarsi la droga, essendo un professore universitario di chimica e probabilmente un ex tossicodipendente che riscopre i piaceri della droga in tarda età o che forse non li ha mai dimenticati. Nel frattempo, i protagonisti decidono di sposarsi e, sempre affiancati dalla presenza della droga nelle loro vite, vanno a vivere in una specie di magazzino.
Siamo sulla terra. Candy già da qualche tempo è costretta a prostituirsi per procurare i soldi anche a Dan, che resta invece disoccupato. Una mattina le cose sembrano cambiare, poiché Dan riesce a ideare una truffa e a rubare migliaia di dollari. Lo stesso giorno Candy scopre di essere incinta e la loro vita sembra apparentemente migliorare. I ragazzi cambiano casa e tentano una prima seria disintossicazione, che sarà però solo l'inizio di un declino inarrestabile. Il parto prematuro di Candy e la perdita del bambino portano molte sofferenze ai due, che ricadono nel baratro dell'eroina, della prostituzione, dei litigi.
Siamo all'inferno adesso; nemmeno il trasferimento in campagna e la cura con il metadone servono a qualcosa. Infatti, mentre Dan trova un lavoro e sembra essere finalmente sulla buona strada per uscire dalla dipendenza, Candy è sempre più infelice e, dopo un pesante sfogo nei confronti della madre, con la quale traspare per tutto il film un rapporto alquanto problematico, inizia a manifestare segni di squilibrio. Le cose precipitano all'improvviso quando Dan ripiomba nel baratro della dipendenza e la ragazza finisce in ospedale in seguito ad una pesante crisi di nervi. A questo punto, il padre della ragazza chiede a Dan di fare tutto il possibile per aiutare sua figlia a uscire da quella situazione. Come se non bastasse, Dan, tornando a casa di Casper, lo trova morto sul divano in seguito a un'overdose.
Qualche tempo più avanti, Dan ha trovato lavoro come lavapiatti, mentre Candy, che si stava nel frattempo riprendendo sulla costa, torna all'improvviso da lui facendogli una sorpresa. Ma Dan, che pure la aspettava con impazienza, vedendola di nuovo bella e piena di salute capisce di doverla lasciare andare, dicendole tra le lacrime che non si può tornare indietro e che, se lei è riuscita a smettere con l'eroina, è bene ricordarsi di quanto sia facile ricaderci dentro. Dopo un intenso scambio di sguardi, Candy capisce che questa è l'unica soluzione e va via in silenzio, lasciando Dan seduto da solo nel ristorante.

## Colonna Sonora
La colonna sonora, intitolata Candy, è stata curata da Paul Charlier.

### Lista tracce
1. Song To The Siren, Paul Charlier e Paula Arundell
2. Wedding Theme From Candy, Johnette Napolitano
3. Obviously It Was A Big Dope Weekend
4. Our World Was So Very Complete
5. Slowly, Amon Tobin
6. Rolling, Soul Coughing
7. We Can Really Do This / Time Poor
8. Ultrasound, Good Buddha
9. We're Not Feeling So Great Now
10. We're Thinking Of Moving Up The Country
11. Sugar Man, Rodriguez
12. Candy Went Missing (White Rabbit's Funeral)
13. Cantus In Memory Of Benjamin Britten, The Bournemouth Sinfonietta
14. You Look so Beautiful
15. Song To The Siren, Tim Buckley
16. Once Upon A Time, Paul Charlier Featuring Abbie Cornish

## Riconoscimenti
- 2006 - AFI Awards
  - Migliore sceneggiatura non originale